# Paredes (Portugal)
|  | Per a altres significats, vegeu «Joan Paredes». |

Paredes és un municipi portuguès, situat al districte de Porto, a la regió del Nord i a la Subregió del Tâmega. L'any 2004 tenia 85.428 habitants. Es divideix en 24 freguesies. Limita al nord amb Paços de Ferreira, a l'est amb Lousada i Penafiel, al sud-oest amb Gondomar i a l'oest amb Valongo. El concelho fou creat el 1836.

## Població
| Població del concelho de Paredes (1849 – 2004) | Població del concelho de Paredes (1849 – 2004) | Població del concelho de Paredes (1849 – 2004) | Població del concelho de Paredes (1849 – 2004) | Població del concelho de Paredes (1849 – 2004) | Població del concelho de Paredes (1849 – 2004) | Població del concelho de Paredes (1849 – 2004) | Població del concelho de Paredes (1849 – 2004) |
| ---------------------------------------------- | ---------------------------------------------- | ---------------------------------------------- | ---------------------------------------------- | ---------------------------------------------- | ---------------------------------------------- | ---------------------------------------------- | ---------------------------------------------- |
| 1849                                           | 1900                                           | 1930                                           | 1960                                           | 1981                                           | 1991                                           | 2001                                           | 2004                                           |
| 17 286                                         | 20 911                                         | 26 304                                         | 43 388                                         | 67 693                                         | 72 999                                         | 83 376                                         | 85 428                                         |

## Freguesies
- Aguiar de Sousa
- Astromil
- Baltar
- Beire
- Besteiros
- Bitarães
- Castelões de Cepeda[inclosa a la ciutat de Paredes]
- Cete
- Cristelo
- Duas Igrejas
- Gandra [ciutat]
- Gondalães
- Louredo
- Madalena
- Mouriz
- Parada de Todeia
- Rebordosa [ciutat]
- Recarei
- São Salvador de Lordelo [ciutat]
- Sobreira
- Sobrosa
- Vandoma
- Vila Cova de Carros
- Vilela